# Anton Friedrich Justus Thibaut
Anton Friedrich Justus Thibaut (født 4. januar 1772 i Hameln, død 28. marts 1840 i Heidelberg) var en tysk retslærd og musikelsker, bror til matematikeren Bernhard Friedrich Thibaut.
Thibaut blev Dr. jur. 1796 i Kiel, 1797 adjunkt ved det juridiske fakultet, 1798 ekstraordinær, 1801 ordentlig professor sammesteds, 1802 i Jena, 1806 i Heidelberg, hvor han ved sin glimrende lærerbegavelse — præceptor Germaniæ — og hele ejendommelige, imponerende og imperatoriske personlighed spillede en hovedrolle og sammen med G.A. Heise og Christoph Martin dannede et altbeherskende juridisk triumvirat. Filosofisk skolet under Kant, fremhæver Thibaut i første linje rettens praktiske opgave, i sin videnskabelige positivisme vagtsom over for ensidighederne både ved den historiske og kritiske metode; de naturretlige rudimenter, der findes hos ham, har han fælles med de fleste.
I forskellige arbejder beskæftigede Thibaut sig navnlig med udforskningen af en række almindelige spørgsmål, Juristische Encyklopädie und Methodologie (1797), Versuche über einzelne Theile der Theorie des Rechts (I—II, 1798 og 1801, 2. oplag 1817), Theorie der logischen Auslegung des Römischen Rechts (1799, 2. udgave 1806), Ueber Besitz und Verjährung (1802), Civilistische Abhandlungen (1814), men i sit fremragende hovedværk System des Pandekten-Rechts (I—II, 1803, 9. oplag ved von Buchholtz 1846) gav han den længe tiltrængte systematiske, fuldstændige og selvstændige samlede fremstilling af pandektretten, bygget på et indtrængende kildestudium.
De efter frihedskrigens ophør og Napoleons fald gærende tanker om en fælles tysk lovbog gav Thibaut et varmt og veltalende udtryk i sit berømte flyveskrift Über die Nothwendigkeit eines allgemeinen bürgerlichen Rechts für Deutschland (1814, ny udgsve 1840), men hans forslag, som i alt fald overså de tekniske og politiske vanskeligheder ved planen, fremkaldte Savignys myndige indsigelse i det klassiske Vom Beruf unsrer Zeit für Gesetzgebung und Rechtswissenschaft (1814), et sammenstød, der litterært og videnskabeligt så at sige mundede ud i dannelsen af to skoler, den filosofiske og den historiske, hin med Thibaut, denne med Savigny som fører.
Thibauts tanker, som dengang led skibbrud, blev faktisk realiserede ved den nye tyske fælles lovbog af 18. august 1896. Også som strafferetlig forfatter optrådte Thibaut med Beiträge zur Critik der Feuerbachischen Theorie über die Grundbegriffe der peinlichen Rechts (1802). Fra 5. bind medredaktør — sammen med von Löhr og Mittermaier — af "Archiv für die civilistische Praxis". Thibauts "Juristischer Nachlass". I—II (1841—42) blev udgivet af Guyet.
I Heidelbergs musikliv spillede Thibaut og den af ham stiftede og ledede sangforening en stor rolle. Thibauts skrift Über Reinheit der Tonkunst (1825, 7. udgave med forord af Bähr til 3. udgave, Freiburg og Leipzig 1893, ny udgave ved Raimund Heuler, Paderborn 1907), der fremholdt mestre som Palestrina, Bach og Händel mod den gængse modesmag, vakte oprindelig megen modsigelse og diskussion, navnlig i fagkredse, men indtager nu en smuk, af alle anerkendt plads i musikhistorien.